# Défi au Roy
Défi au Roy est le cinquième tome de la série de bande dessinée Barbe-Rouge créée par Jean-Michel Charlier (scénario) et Victor Hubinon (dessin) paru en 1964.

## Résumé
Eric décide de repartir à Saint-Malo en se servant de l'identité d'emprunt utilisée lors de ses études à l'Académie navale de Londres. Il se voit confier la mission de convoyer vers les possessions françaises des Indes un chargement d'or sur un bateau de commerce. Ses officiers, Pierre l'Olonnais et l'aristocrate Jonas-Amédée de Gevezon, s'opposent à lui et réussissent à s'emparer du navire au large des côtes barbaresques. À la suite d'un abordage de pirates, l'Olonnais est tué et Gevezon s'enfuit, tandis qu'Eric fait sauter le navire et est sauvé par le mousse.
Les deux sont recueillis par les pirates pour être vendus comme esclaves à Alger. Après s'être révolté, Eric est envoyé au pressoir à huile pour y mourir à petit feu. Il rencontre la sœur de Baba, Aïcha, qui l'aidera à s'évader et grâce à qui il pourra regagner l'Europe. Mais lorsqu'il arrive à Saint-Malo, il est arrêté car Gevezon, qui prétend qu'il s'était emparé du navire par force. Lors du procès, Eric est condamné à être roué vif, mais le mousse qui s'est évadé d'Alger lui aussi arrive à temps pour rétablir la vérité.
Malheureusement, sa réputation de fils de pirate suffit à condamner Eric à vingt ans de galères.